# Cap Negro
Le cap Negro (arabe : الرأس الأسود) est un cap situé au nord-ouest de la Tunisie, près du barrage de Sidi El Barrak et à environ 25 kilomètres au nord-est de Tabarka.
Le cap est situé à dix kilomètres de Nefza.